# Астраханська губернія
Астраханська губернія — адміністративна одиниця у Російській імперії та РРФСР. Губернське місто — Астрахань.

## Територіальний склад і управління

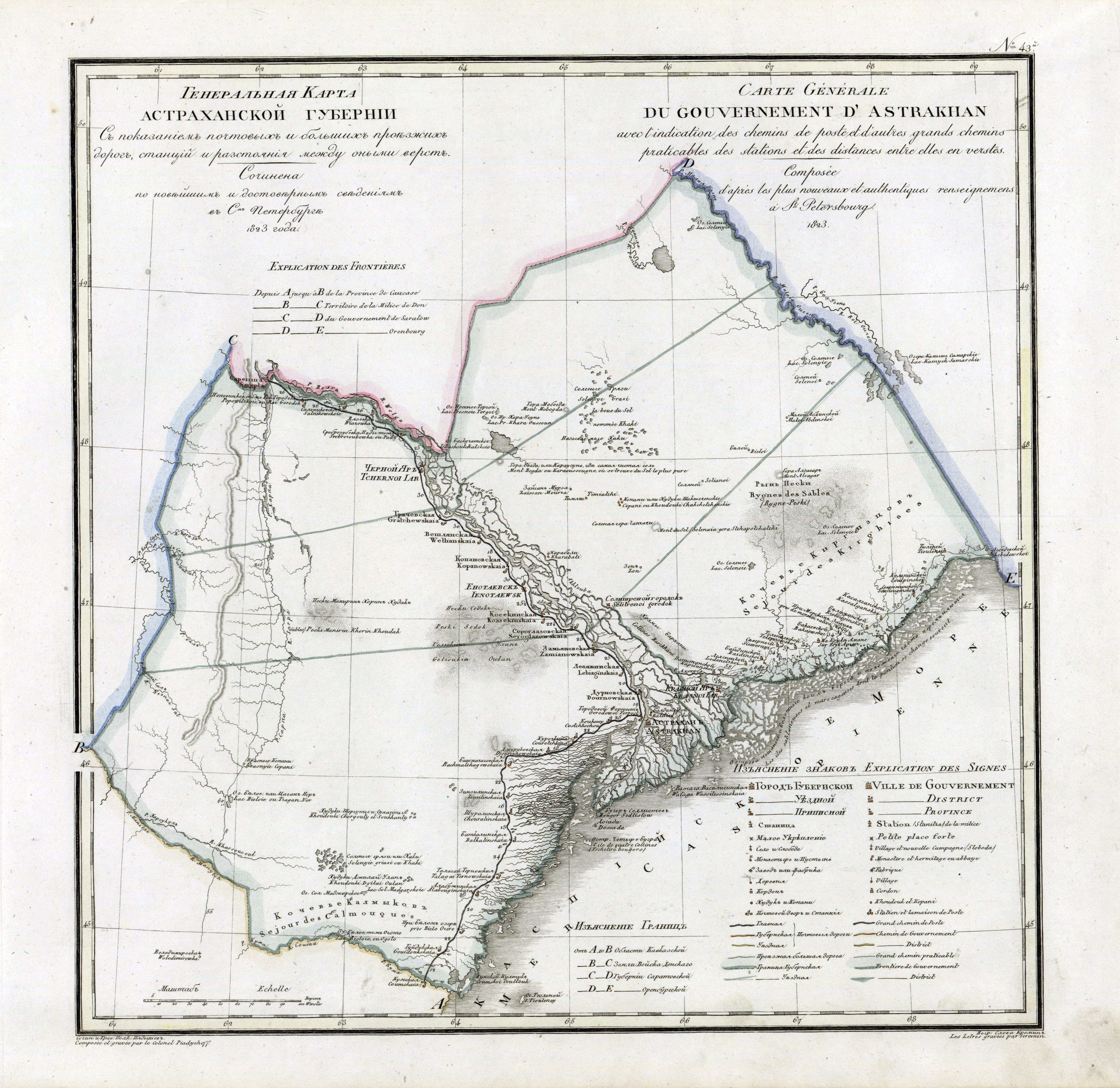
Астраханська губернія в 1821 році

Астраханська губернія була створена указом Петра I від 22 листопада 1717 р. (до цього з 1708 р. її територія входила до складу Казанської губернії). До складу Астраханської губернії увійшли міста з прилеглими територіями: Астрахань, Гур'єв Яїцький (суч. Атирау, Казахстан), Дмитріївськ (суч. Камишин), Петровськ, Самара, Саратов, Симбірськ (суч. Ульяновськ), Сизрань, фортеця Тертки, Царицин (суч. Волгоград), Червоний Яр, Чорний Яр та Кизляр.
В 1728 р. міста Саратов, Самара, Симбірськ (суч. Ульяновськ), Сизрань з повітами були передані до складу Казанської губернії.
В 1739 р. Саратов був повернений до складу Астраханської губернії. У листопаді 1780 р. він став центром новоутвореного Саратовського намісництва, куди також увійшли міста Петровськ і Дмитріївськ.
В 1752 р. з Астраханської губернії до складу Оренбурзької було передано місто Гур'єв (в 1782 р. було повернуто до складу Астраханської губернії). В цьому ж році до Астраханської губернії було приєднано і місто Уральськ, а міста Царицин з Ахтубинським шовковим заводом і Чорний Яр були передані до складу Саратовської губернії. В 1785 р. Чорний Яр був повернений до складу Астраханської губернії.
5 травня 1785 р. було засновано Кавказьке намісництво у складі Астраханської та Кавказької областей (центр — невелика фортеця Єкатериноград). 30 квітня 1790 р. Кавказьке губернське правління переведене до м. Астрахань. Указами 12 і 31 грудня 1796 намісництво було перетворено на Астраханську губернію (включаючи майбутні Ставропольську, Терську і Кубанську губернії), тоді ж засновано губернське правління.
15 листопада 1802 р. Астраханська губернія була розділена на Астраханську і Кавказьку. На чолі Астраханської губернії був поставлений цивільний губернатор. Водночас Астраханська губернія підпорядковувалась і військовому начальнику Кавказького краю та Грузії. 6 січня 1832 року Астраханська губернія була повністю відокремлена від Кавказької, при цьому на чолі губернії поряд з цивільним був поставлений і військовий губернатор.

## Адміністративний поділ
На початку XX століття в адміністративному плані Астраханська губернія мала поділ на 5 повітів (Астраханський, Красноярський, Єнотаєвський, Чорноярський і Царьовський), Калмицький степ з 7 улусними управліннями і калмицьким базаром, Киргизький степ (Внутрішню Киргизьку орду), розділену на дільничні управління (5 частин і два округи), і Астраханське козаче військо з 2 відділів.
| № п/п | Повіт                    | Повітове місто                | Площа, верст² | Населення (1897), осіб |
| ----- | ------------------------ | ----------------------------- | ------------- | ---------------------- |
| 1     | Астраханський            | м. Астрахань (112 880 осіб)   | 6499,0        | 219 760                |
| 2     | Єнотаєвський             | м. Єнотаєвськ (2826 осіб)     | 4852,0        | 76 080                 |
| 3     | Красноярський            | м. Красний Яр (5593 осіб)     | 9463,0        | 65 995                 |
| 4     | Царівський               | м. Царів (6977 осіб)          | 18 964,0      | 198 022                |
| 5     | Чорноярський             | м. Чорний Яр (4226 осіб)      | 11 858,0      | 100 316                |
| 6     | Калмицький степ          | -                             | 67 246,0      | 128 573                |
| 7     | Внутрішня Киргизька орда | с. Ханська Ставка (2564 осіб) | 70 781,0      | 214 796                |

В 1917 році Киргизький степ було виділено в окрему Букеєвську губернію. В 1919 році Царивський і Чорноярський повіти відійшли до Царицинської губернії. За рік Калмицький степ став частиною Калмицької АО. В результаті, в Астраханській губернії залишилося 3 повіти: Астраханський, Єнотаєвський і Красноярський.
В 1925 році повіти були скасовані, а замість них утворені райони: Баскунчацький, Бірючекосінський, Болхунський, Єнотаєвський, Зацаривський, Ікрянінський, Камизяцький, Красноярський, Могойський, Нікольський, Різночинський, Трусовський, Харабалинський.

## Населення
За переписом населення Російської імперії 1897 року в губернії проживало 465 486 осіб, з них 130 166 українців (28,0 %).